# Constant-Louis-Félix Smith
 (avril 2013).
Si vous disposez d'ouvrages ou d'articles de référence ou si vous connaissez des sites web de qualité traitant du thème abordé ici, merci de compléter l'article en donnant les références utiles à sa vérifiabilité et en les liant à la section « Notes et références ».
Constant-Louis-Félix Smith, né le 18 novembre 1788 à Paris, mort dans la même ville le 10 septembre 1873, est un peintre français.
Il est l'élève de Jacques-Louis David et d'Anne-Louis Girodet.

## Salons
- 1817
  - Une sainte Famille.
  - Portrait de M. B. dans son atelier.
- 1819 
  - Moïse et le Serpent d'airain.
  - Un Portrait.
- 1822
  - Le Songe d'Athalie.
- 1824 
  - Andromaque au tombeau d'Hector.
  - Vénus conduite par l'Amour sur l'élément qui lui a donné naissance.
  - Plusieurs portraits.
- 1827
  - Clémence de Louis XII.
  - Saint-Pierre ressuscitant Tabithe.

## Œuvres référencées

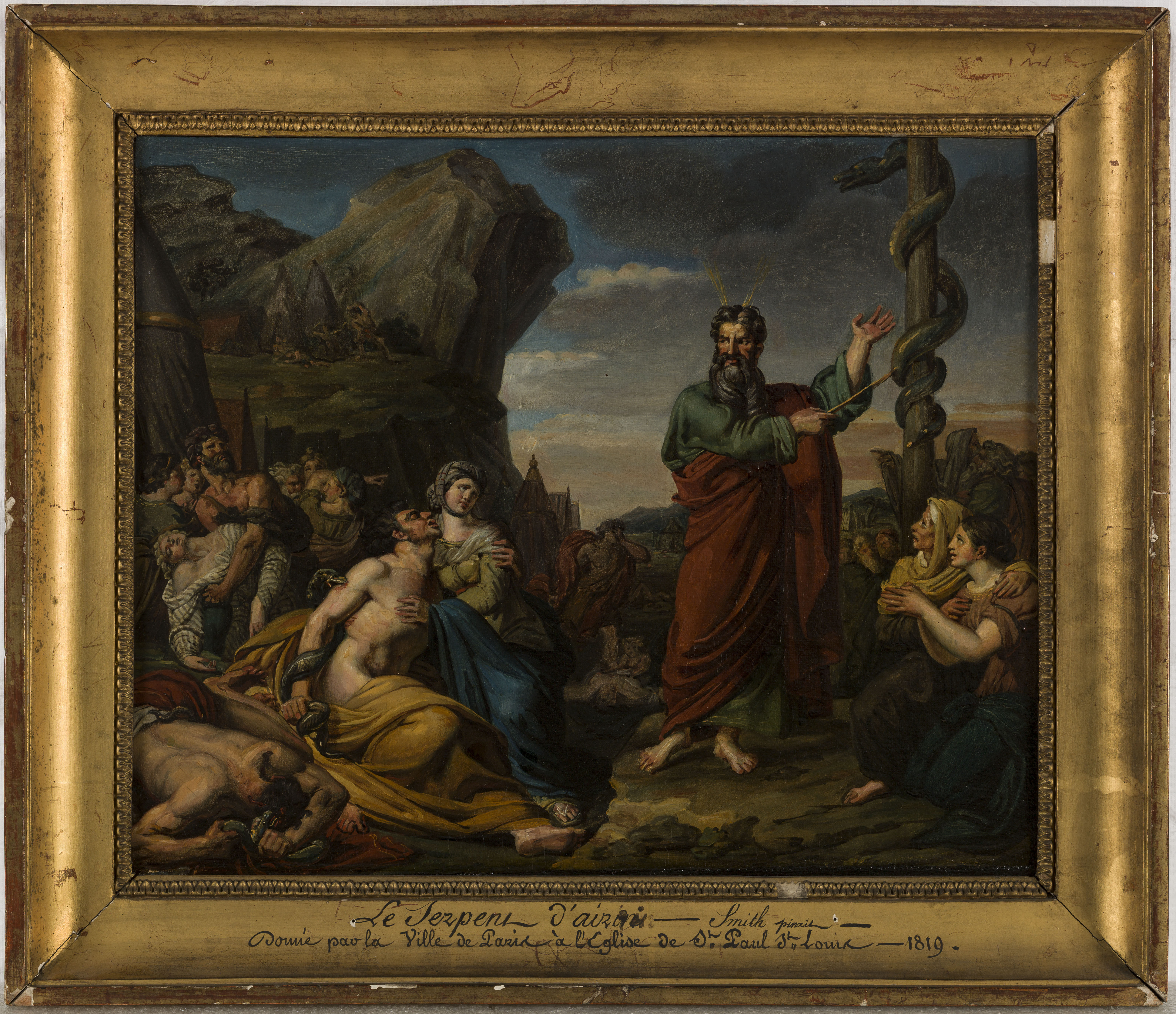
Moïse et le Serpent d'airain, esquisse pour l'église
Saint-Paul-Saint-Louis,
Petit Palais.

- Amiens, musée de Picardie, Andromaque au tombeau d'Hector.
- Orléans, Paysage.
- Versailles, musée national du Château de Versailles et de Trianon :
  - Portrait d'Améric Vespuce.
  - Portrait de Louise de Savoie.
  - Portrait de Marie-Adélaïde de Savoie, duchesse de Bourgogne.

Œuvres localisées citées par Bellier et Auvray :
- Moïse et le Serpent d'airain (église Saint-Paul-Saint-Louis - le tableau se trouve à l'église Notre-Dame-de-la-Croix de Ménilmontant, côté gauche du déambulatoire).
- Saint-Pierre ressuscitant Tabithe (église Saint-Pierre de Chaillot).
- Le Songe d'Athalie (musée des Beaux-Arts de Nîmes).
- Portrait du duc d'Orléans, détruit dans le pillage et l'incendie du Palais-Royal lors de la Révolution de 1848.